# 3707 Schröter
3707 Schröter eller 1934 CC är en asteroid i huvudbältet, som upptäcktes 5 februari 1934 av den tyske astronomen Karl Wilhelm Reinmuth i Heidelberg. Den har fått sitt namn efter den tyske astronomen Egon Horst Schröter.
Asteroiden har en diameter på ungefär 9 kilometer och den tillhör asteroidgruppen Eunomia.